# Sport Club do Recife
O Sport Club do Recife (conhecido como Sport e Sport Recife, de monograma SCR) é um clube esportivo brasileiro situado no bairro da Ilha do Retiro, cidade do Recife, estado de Pernambuco, e que ostenta como principais títulos uma conquista do Campeonato Brasileiro e uma da Copa do Brasil. Foi fundado em 13 de maio de 1905, pelo pernambucano Guilherme de Aquino Fonseca, que viveu por muitos anos na Inglaterra, onde estudou na Universidade de Cambridge e retornou a Pernambuco trazendo consigo o apreço pelo novo esporte daquele país: o futebol.
É conhecido pelo seu símbolo maior: o leão; suas cores oficiais são o preto e o encarnado e, desde o ano de 1937, manda seus jogos na Ilha do Retiro onde é apoiado pela massa sportista. O Leão da Ilha é um dos clubes mais populares do Brasil, tendo rivalidades históricas com o América Futebol Clube, com quem duela no Clássico dos Campeões, o primeiro clássico pernambucano em notoriedade; com o Clube Náutico Capibaribe, no confronto conhecido como o Clássico dos Clássicos, sendo este o terceiro clássico mais antigo do país e o mais antigo da Região Nordeste;[carece de fontes?] e com o Santa Cruz Futebol Clube, cujo confronto é denominado de Clássico das Multidões, pois é o que leva habitualmente mais torcedores aos estádios pernambucanos.
No ano de 2010, o Sport Recife foi honrado pela FIFA, com a distinção de ser um Clube Clássico brasileiro, sul-americano e mundial, fazendo parte do hall de clubes daquela federação internacional. Tem como principais títulos: um Campeonato Brasileiro, uma Copa do Brasil, um Troféu Roberto Gomes Pedrosa, um Campeonato Brasileiro da Série B, um Torneio Norte-Nordeste, três Copas do Nordeste e 44 títulos pernambucanos. Entre esses, no Século XXI, foram conquistados doze estaduais, uma Copa do Nordeste e uma Copa do Brasil, entre os títulos de maior expressão.
O Sport é detentor de oito títulos com chancela da CBD/CBF, referente aos anos de 1968, 1987, 1990, 1994, 2000, 2008 e 2014; sendo quatro nacionais, um inter-regional e três regionais. Detém conquistas pioneiras no futebol do norte-nordeste, a exemplo de ser o primeiro campeão do Nordeste, do Norte–Nordeste e da Copa do Brasil.

## História

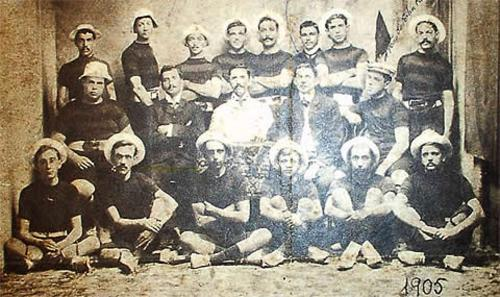
Primeira formação do Sport Club do Recife, em 1905.

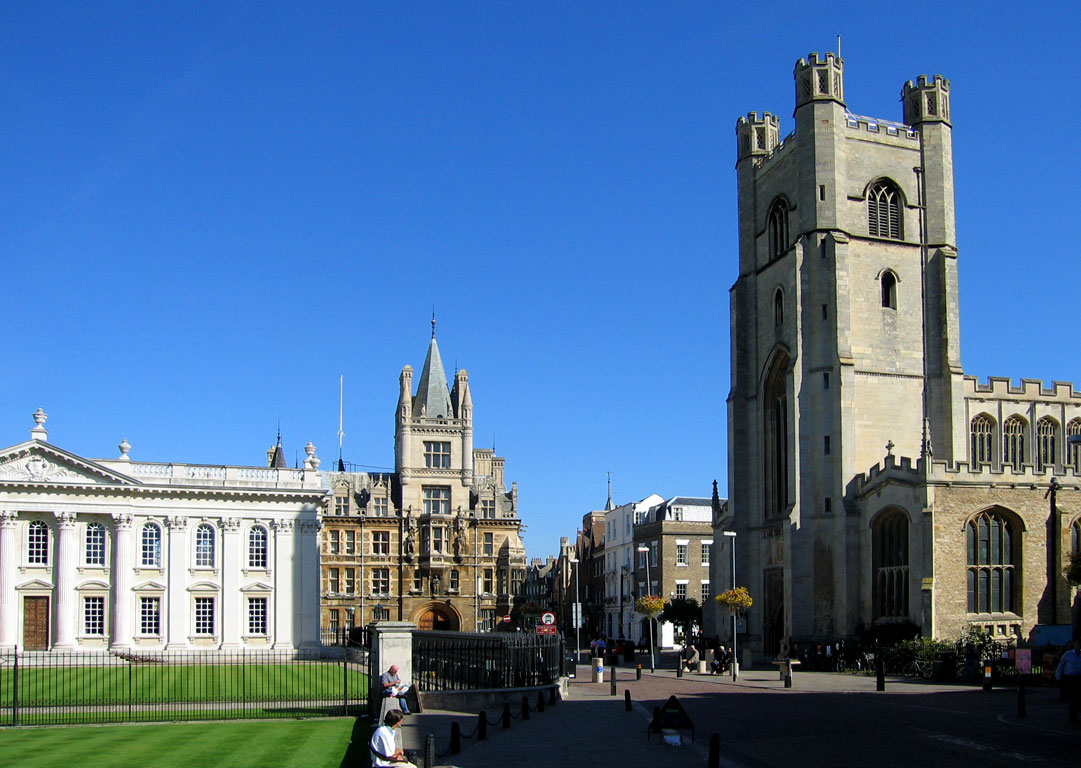
Na Universidade de Cambridge, Guilherme de Aquino conheceu o futebol e o levou ao Recife.

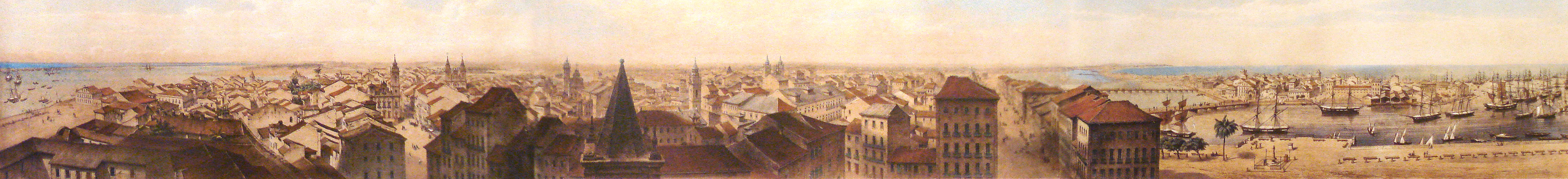
Vista Panorâmica do Recife, em 1855, segundo Friedrich Hagedorn, exatos cinquenta anos antes da fundação do Leão. O Sport Club do Recife sempre levou consigo o nome da capital pernambucana.

Guilherme de Aquino Fonseca, fundador do Sport Club do Recife, era integrante de uma rica família pernambucana. Seu pai, João d'Aquino Fonseca e sua mãe Maria Eugênia Regadas Aquino Fonseca eram exigentes quanto à conduta e caráter dos filhos. Então, mandaram Guilherme à Inglaterra para realizar seus estudos na Universidade de Cambridge onde se formou engenheiro e quando da Europa voltou, no ano de 1903, trouxe, além de sua formação, a admiração pelo futebol que, naquela época, era um esporte de elites.
A partir dos primeiros contatos com a bola, o jovem recifense planejara a criação de um clube de futebol, que, mais tarde, viria a ser o Sport. Pensava que, com a habilidade latina, seria possível jogar melhor que os ingleses e que, em breve, também poderiam existir vários outros clubes e o futebol ganharia popularidade rapidamente. Guilherme, com seu próprio dinheiro, comprou bolas, apitos e todo tipo de material necessário para a prática do esporte.
Em 13 de maio de 1905, ao meio-dia, no salão da Associação dos Empregados do Comércio do Recife, era fundado o Sport Club do Recife. Junto com o clube, nascia também o futebol pernambucano, já que não há registros de qualquer time de futebol no estado antes da fundação do Leão da Ilha.
| “ | O Sport será um autêntico campeão, pois nasceu sob o signo da valentia e dele jamais se apartará. | ” |
|   | — Guilherme de Aquino Fonseca (13/05/1905).                                                       |   |

Dias depois da fundação, mais precisamente em 28 de maio, foi formada a primeira diretoria do Sport, com a seguinte formação:
- Presidente - Elysio Alberto Silveira;
- Vice-presidente - Boaventura Alves Pinho;
- 1º Secretário - Mário Sette;
- 2º Secretário - Frederico Rúfilo de Oliveira;
- Tesoureiro - Oscar Torres;
- Procurador - Alberto Amorim;
- Diretor de Esportes Terrestres - Guilherme de Aquino Fonseca;
- Diretor de Esportes Marítimos - Paulino de Miranda;
- Diretor da Tuna Musical - Carlos Meneses.

Guilherme de Aquino Fonseca deixou o seguinte depoimento sobre o processo de fundação do Sport Club do Recife:
Nessa época, eu havia instalado um estabelecimento de modas, para ambos os sexos, com o maior luxo da cidade, denominado de Casa Metrópole e situado na antiga Rua Nova. Ali reuniam-se os grupos que discutiam a organização de um clube, tornando-se o ponto predileto dos portmen, como bem diz o Mário Sette, nosso primeiro secretário, no seu livro Maxambombas e Maracatus.
Era o viveiro das ideias esportivas. Foi, afinal, o Sport Club do Recife, o nosso grande baluarte, organizado e, podemos dizer, fundado nesse estabelecimento comercial que, produzindo esse acontecimento, terminou sendo fechado, por isso que, moço como era (20 anos), tendo uma criação fidalga, a desconhecer o valor do dinheiro, deixei de ter as necessárias cautelas financeiras, desviando os meus cuidados e as minhas atenções da parte comercial para me entregar de corpo e alma ano nosso clube.
Não seria lógico e decente a fundação de uma agremiação esportiva nos fundos de uma loja, pelo que obtivemos a gentil e generosa aquiescência do presidente da Associação dos Empregados do Recife, a fim de que os seus salões e dependências fossem abertas para honrar a primeira assembleia de instalação e fundação do Sport Club do Recife (sem o "do").

O Recife foi local de nascimento do Leão da Ilha, fundado na Associação dos Empregados do Comércio do Recife, em 13 de maio de 1905.

O primeiro jogo de futebol do Sport aconteceu no dia 22 de junho de 1905 contra o English Eleven, um time formado por funcionários de companhias inglesas sediadas no Recife. Apesar do favoritismo dos ingleses, considerados "os pais do futebol", o Sport conseguiu um honroso empate em 2–2.
| “ | Esteve bastante concorrida a festa de inauguração deste club, comparecendo crescido número de senhoritas e cavalheiros. Constou o festival de uma partida de football em que tomaram parte sócios do Sport Club e do English Eleven. A partida foi bem jogada de ambas as partes, havendo um empate. Felicitamos a diretoria do Sport Club pela vitória alcançada, pois sendo uma sociedade nova, não se deixou vencer pelo English Eleven. | ” |
|   | — Diario de Pernambuco (24/06/1905). |   |

## Estrutura
O Leão da Ilha detém uma estrutura formada por sede social, estádio multi-equipado, complexo esportivo, centro de treinamento e garagem de remo.

### Ilha do Retiro
Sede social
A sede social do Sport é formada por um elevador, administração, palco, camarim, banheiros, presidência e auditório de conselho.
Estádio da Ilha do Retiro

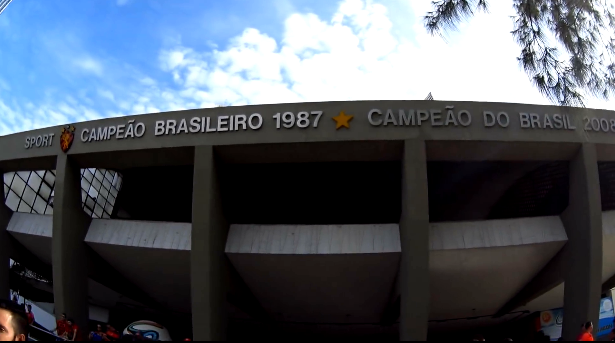
Sede social da Ilha do Retiro em frente à Avenida Sport Club do Recife.

O Estádio da Ilha do Retiro possui capacidade para 26.418 pessoas, 150 camarotes, além de marcenaria, serraria, lavanderia, refeitório industrial, vestiários e dois elevadores.

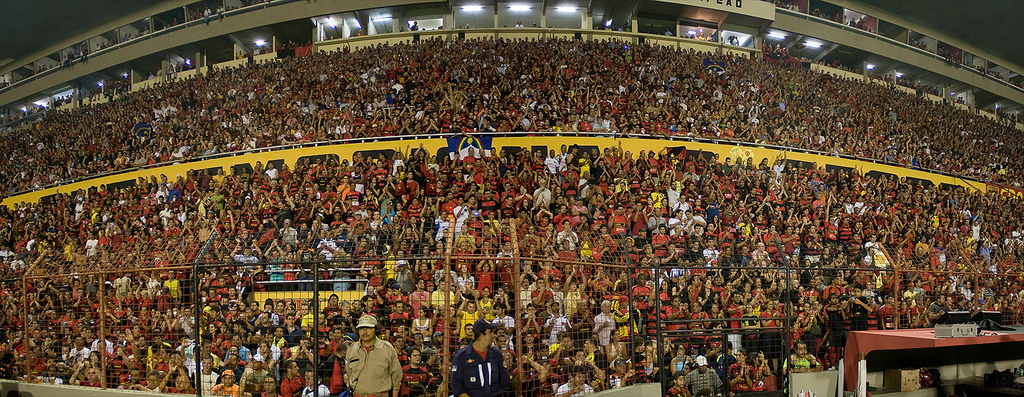
Vista frontal das sociais e cadeiras da Ilha do Retiro que possui capacidade para 26.418 torcedores e é conhecida pela pressão causada nos jogos.

Complexo Esportivo da Ilha do Retiro
O Complexo Esportivo da Ilha do Retiro, com área total de 10,2 hectares (101.613,96 m²), abriga sede social, campo principal e auxiliar, apart-hotel com 12 apartamentos para concentração das profissionais do futebol feminino, alojamento para concentração das categorias de base, tribuna de honra, sala de imprensa, vestiários, parque aquático, parque de tênis, quadras de basquete, handebol, hóquei, futsal, vôlei, entre outros esportes.
Abaixo, segue uma listagem com o patrimônio do Sport Club do Recife:
- Ginásio de voleibol e basquete;
- Quadra coberta para hóquei;
- Apart-hotel para concentração das jogadoras do futebol profissional feminino;
- Campo de futebol society;
- Duas quadras descobertas polivalentes;
- Parque aquático com seis piscinas, com capacidade para 4 mil pessoas, sendo uma olímpica e uma para saltos ornamentais, restaurante, sauna seca, sauna úmida e relax;
- Salão de judô, salão de taekwondo;
- Centro de ballet artístico;
- Campo de futebol amador;
- Academia de ginástica olímpica;
- Alojamento de atletas para esportes amadores com trinta lugares;
- Duas quadras de vôlei de areia;
- Sala de musculação;
- Restaurante;
- Sala de sinuca;
- Loja de comercialização de produtos e brindes de 500m²;
- Centro médico para esportes amadores;
- Área de departamento médico, fisioterapêutico e fisiológico;
- Complexo de tênis com 2 quadras cobertas, 3 descobertas e 1 quadra de squash;
- Colégio de 1º e 2º graus;
- Pizzaria;
- Quatorze bares espalhados no clube e no estádio;
- Duas lanchonetes;
- Parque infantil;
- Salão de jogos.

### CT do Leão
O Rubro-negro Pernambucano possui o CT do Leão, centro de treinamento esportivo destinado ao elenco profissional, futebol feminino e às categorias de base.

### Garagem de remo
O Leão da Ilha possui, ainda, uma tradicional garagem de remo com alojamento. Além da garagem, há um tanque de iniciação ao remo e um estaleiro náutico de fabricação de barcos para consumo e vendas.

## Símbolos

### Mascote: O Leão

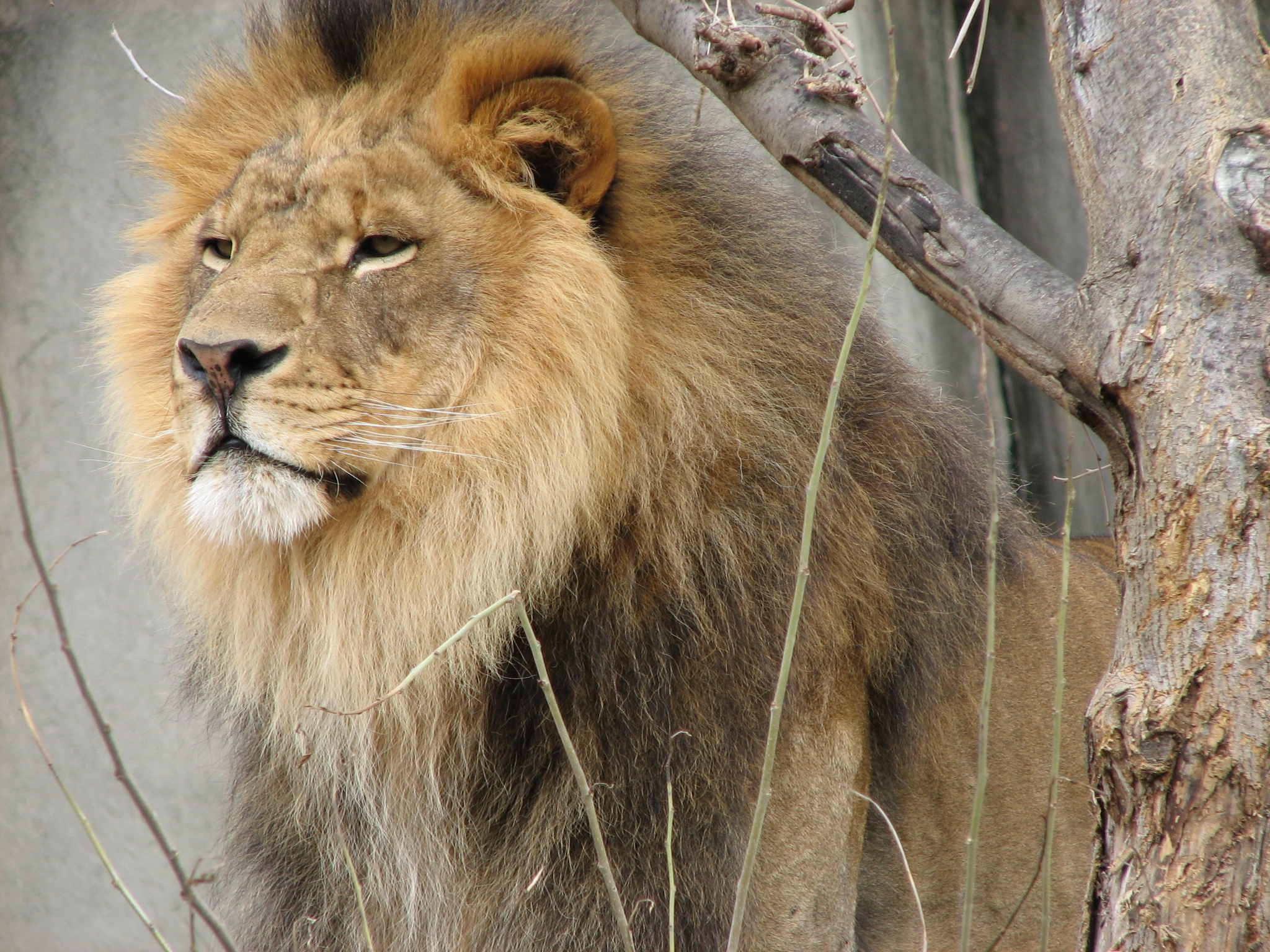
O leão é mascote do Sport Club do Recife desde o ano de 1919.

Em 1919 no Pará, o Sport Club do Recife venceu o Troféu Leão do Norte, competição considerada à época, difícil para os pernambucanos, já que o futebol paraense era mais desenvolvido.
O Sport foi a Belém e conquistou o troféu de bronze francês, que mais tarde viria a ser o motivo de criação do mascote, como também pela criação de uma de suas alcunhas: Leão do Norte.
O mascote, presente nos jogos do Sport, se chama Leo e foi criado há mais de 25 anos pelo chargista Humberto Araújo. Desde então, vem ilustrando as conquistas e momentos do clube. Leo ganhou vida em 2007, passando a entrar em campo com os jogadores do Sport e alegrando a festa da torcida. O nome Leo foi escolhido por significar leão em latim.

### Lema
É assim definido no estatuto do clube: § 2º do 2º artigo do 1º capítulo - Na realização das atividades sócio-culturais-esportivas, o Sport Club do Recife procurará desenvolver, manter e elevar o verdadeiro espírito rubro-negro, sob o lema 'Pelo Sport Tudo'.
O lema, muito provavelmente, tem a origem em época que coincide com o aparecimento do grito de guerra, até porque faz parte do brado que dá início ao mesmo.

### Brasão

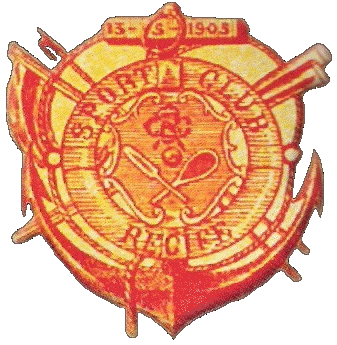
Primeiro brasão do Sport Recife.

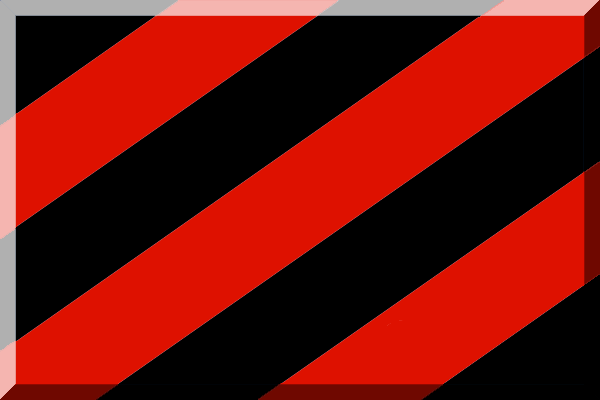
As listras pretas e vermelhas na diagonal são uma tradicional característica do brasão leonino.

O primeiro brasão do Sport, era assim definido, num dos primeiros estatutos do clube: Sobre uma âncora, tendo no braço a data 13 de maio de 1905, apoiada sobre um par de remos cruzando com um mastro contendo flâmulas descendentes e um croquete, um salva-vidas, tendo no centro uma bola de futebol entre um pau de críquete e uma raquete de tênis, cruzados, e encimada pelas letras SCR, entrelaçados em monograma e, no corpo, escrito Sport Club Recife. Logo, o distintivo número 1 do Sport representava todas as modalidades esportivas praticadas pelo clube na época, desde o críquete até a caça submarina.
O brasão era muito complexo, de difícil reprodução e não trazia as cores rubro-negras.
Eis que, em 1919, o então presidente rubro-negro Arnaldo Loyo encarou um desafio que, para muitos, era considerado difícil: levar o Sport a Belém do Pará para jogar uma série de cinco amistosos. O clube obteve resultados significativos visto que, na época, o centro futebolístico paraense era mais evoluído que o pernambucano. Estes foram os resultados: Sport 3–3 Combinado Remo-Paysandu (23 de março), Sport 3–2 Seleção Paraense (27 de março), Sport 0–1 Paysandu (1 de abril), Sport 2–1 Combinado Remo-Paysandu (3 de abril) e Sport 0–1 Remo (6 de abril).
No jogo do dia 3 de abril de 1919, estava em disputa um belo bronze francês, denominado Leão do Norte, onde figuravam as esculturas de um arqueiro grego acompanhado por um imponente leão. Para surpresa dos paraenses, o Sport venceu o combinado local por 2–1 e ficou com o troféu. Após a vitória mauriciana, um torcedor rival invadiu o navio, onde os dirigentes rubro-negros guardavam a peça, e danificou sua cauda com um cano de ferro. O troféu encontra-se até hoje, da mesma forma, exposto no museu do clube.
Desta forma, o leão foi adotado como o novo símbolo do clube pois representava ousadia, coragem e espírito vencedor. O responsável pela arte foi o desenhista Armando Vieira dos Santos que se baseou na heráldica das armas escocesas para a elaboração do escudo. E ele é assim definido no estatuto do clube:
Art. 7º - O distintivo oficial do Sport Club do Recife é um escudo, cuja configuração geométrica assim se define: superiormente, dois arcos de círculos, convexos, iguais entre si; os arcos superiores encontram-se, numa das extremidades, no ponto extremo superior do eixo vertical da figura; na outra extremidade, cada um deles se liga à extremidade superior do arco lateral correspondente; os arcos laterais encontram-se, na extremidade inferior, no ponto extremo inferior ao eixo vertical da figura; a corda de cada arco lateral é, praticamente, igual ao dobro da corda de cada arco superior.§ único - O fundo do escudo oficial tem sete faixas paralelas, no sentido diagonal ascendente, da esquerda para direita, em cores preta e encarnada, alternadamente, a primeira e a última das quais, em cor preta. Sobre tal fundo, a figura heráldica, em amarelo-ouro, de um leão em pé e de perfil, voltado para o lado direito do escudo, sustentando uma miniatura do desenho deste. Nessa miniatura, também em amarelo-ouro, o desenho do monogramo SCR, em letras entrelaçadas, de cor preta.
Estrelas
Em 1988, após a conquista do Campeonato Brasileiro de 1987, o Sport adotou sua primeira estrela dourada, que ficou centralizada acima de seu brasão.
Poucos anos depois, em 1991, ao vencer o Campeonato Brasileiro de 1990 da Série B, foi incluída um outra estrela, desta vez, prateada.
Após a conquista do seu segundo título de elite, a Copa do Brasil de 2008, o Sport Recife incluiu uma nova estrela dourada.
Hoje, estão apresentadas em ordem cronológica, ficando os títulos de elite representados em duas estrelas douradas maiores e o título de acesso entre estas duas, em menor tamanho e em cor prateada.

### Bandeira
O pavilhão oficial do Sport é assim descrito em seu estatuto:
Artigo 9º do 2º Capítulo - O Sport Club do Recife tem, como pavilhão oficial, uma bandeira de forma retangular, com sete faixas horizontais paralelas de igual largura, sendo quatro pretas e três encarnadas, alternadamente, a primeira e a última das quais, em cor preta. No ângulo superior direito da bandeira, há um quadrado de cor preta, com a figura heráldica de leão em pé e de perfil, em amarelo-ouro, voltada para a direita do quadrado, sustentando um desenho perimétrico do escudo do Club, em traço preto. O fundo desse desenho é em amarelo-ouro, figurando, no seu centro, o monograma SCR, em letras pretas, entrelaçadas. No canto inferior direito do quadrado, a inscrição, em amarelo-ouro, do numeral do número mil novecentos e cinco, significante do ano de fundação do Club. A largura da bandeira é igual a sete décimos do seu comprimento, e o lado do quadrado é igual à soma da largura de três faixas.
Parágrafo único - Nas flâmulas e bandeirolas oficiais, somente haverá obrigatoriamente das cores preta e encarnada, simbólicas do Club, em faixas horizontais paralelas. Nos casos de duas faixas apenas, ter-se-á a primeira em cor preta. Nos outros casos e, sempre, naquelas duas cores, alternadamente, o número de faixas será ímpar, a primeira e a última das quais, em cor preta.
No hino oficial do Sport Club do Recife, o autor Eunitônio Edir Pereira faz uma citação à bandeira:
"(...)
Eterno símbolo de orgulho
É o pavilhão
De listras pretas e vermelhas,
Com o Leão
Erguendo, imponente, o imortal escudo
(...)"

### Camisa 87
A camisa 87, que faz referência ao título brasileiro de 1987, começou a ser utilizada no ano de 2012, pelo goleiro Saulo.
Anos depois, com a chegada do meia-atacante Diego Souza, a camisa voltou a ser utilizada durante os anos que o atleta permaneceu no clube leonino: entre os anos de 2014-2015 e 2016-2017.

### Hino
O hino oficial do Sport Club do Recife, tem como autor Eunitônio Edir Pereira.
A composição traz citações à história e às particularidades do clube. São exemplos: o amor e a fidelidade de sua torcida; a fundação do clube, em 13 de maio de 1905, por Guilherme de Aquino Fonseca; a caracterização do pavilhão rubro-negro; como também relembra os diversos atletas, que, ao longo dos anos, defenderam o Leão da Ilha.

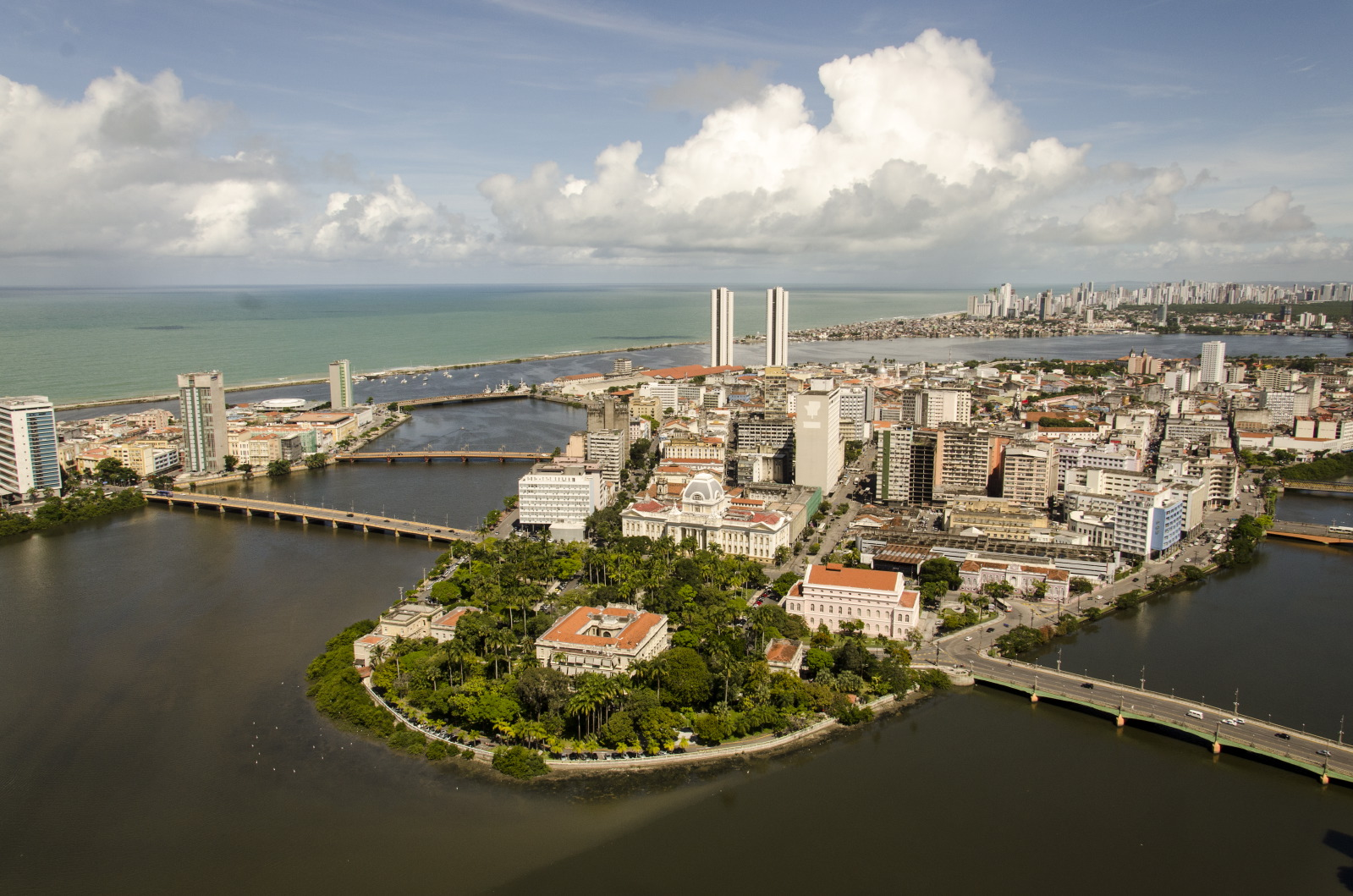
O Recife, cidade de fundação do Sport Club do Recife, é citado no hino leonino.

### Cores
As cores do Sport são assim descritas em seu estatuto:
Artigo 6º do 2º capítulo - As cores oficiais do Sport Club do Recife serão, sempre, preto e encarnado, usadas em conjunto, em uniformes, escudos, distintivos, flâmulas, bandeiras, etc.

### Uniformes
| |  | |
| Equipe sportista, campeã do Torneio Início de 1959, com o habitual meião rubro-negro que, em 2018, voltou a ser utilizado. |  | Partida válida pelo Brasileirão de 2007 entre Sport Recife e Palmeiras. O Leão da Ilha venceu fora de casa por 2-1 com o tradicional uniforme rubro-negro. |

Os uniformes do Sport são assim descritos em seu estatuto:
Artigo 8º do 2º capítulo - Nas competições esportivas, os atletas do Sport Club do Recife usarão uniforme oficial, que terá sempre o escudo SCR na camisa, em seu lado esquerdo e na altura do peito, e obedece a um dos seguintes padrões:
I - Camisa com faixas horizontais cores preta e vermelha, alternadamente, com calção branco ou preto e meiões pretos;
II - Camisa, calção e meiões brancos;
III - Camisa, calções e meiões pretos, com detalhes em vermelho;
IV - Camisa, calções e meiões dourados, com discretos detalhes em vermelho e preto;

#### Uniforme de jogo
| 1º Uniforme | 2º Uniforme |

### Grito de guerra
Origem do Cazá, cazá
A primeira vez que o grito de guerra do Sport Club do Recife foi bradado remonta às comemorações do Campeonato Pernambucano de 1938, ano em que o Leão conquistara o seu oitavo título.
O Vasco da Gama possui um grito de guerra semelhante ao do Sport, com modificações sutis em alguns versos. Por lá, ele começou a ser bradado por volta de 1942, época em que o atacante Ademir de Menezes, começou a jogar por lá apresentando o grito leonino aos jogadores do Vasco.
O Cazá, cazá, durante os anos, manteve a originalidade dos seus versos, tornou-se tema musical para muitos compositores e constituiu-se numa das marcas registradas da torcida rubro-negra aonde quer que ela vá.
|                                                     |  |                                                                                               |
| A Ilha do Retiro é o palco principal do Cazá, cazá. |  | Ademir de Menezes (segundo, da esquerda para a direita) levou o Cazá, cazá ao Rio de Janeiro. |

Atualmente, o grito de guerra é entoado no início de cada tempo de jogo na Ilha do Retiro, puxado pela Rádio Ilha, além da torcida durante os jogos.
Cazá, cazá
"Pelo Sport nada?
Tudo!
Pelo Sport nada?
Tudo!
Então como é, como vai ser e como sempre será?
Cazá! Cazá! Cazá, cazá, cazá!
A turma é mesmo boa!
É mesmo da fuzarca!
Sport! Sport! Sport!"

### Padroeira
O Sport Club do Recife tem, como sua padroeira, Nossa Senhora de Fátima. O clube leonino possui tanto na sede social da Ilha do Retiro, quanto no CT Presidente José de Andrade Médicis, nichos onde são realizadas missas mensais.
Nossa Senhora de Fátima tornou-se padroeira do Sport pelo dia 13 de maio, data em que o clube foi fundado e que aconteceram as primeiras aparições da protetora.

Santíssima Virgem,

que nos montes de Fátima

Nossa Senhora de Fátima, padroeira do Sport, sendo tocada pelo Papa Francisco, no Vaticano.

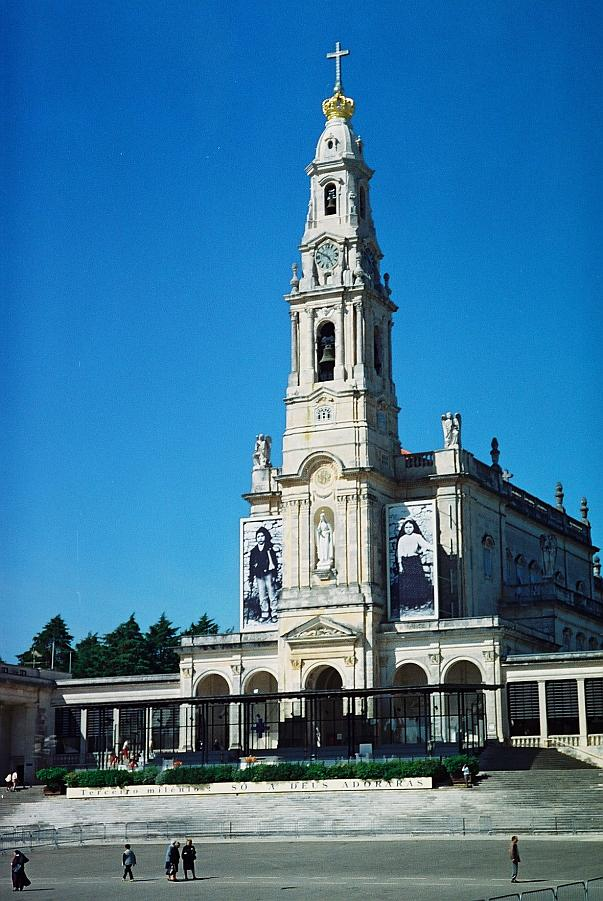
Basílica de Nossa Senhora de Fátima, localizada em Fátima, Portugal.

vos dignastes revelar aos três pastorinhos

os tesouros de graças que podemos alcançar,

rezando o santo rosário,

ajudai-nos a apreciar sempre mais

esta santa oração, a fim de que,

meditando os mistérios da nossa redenção,

alcancemos as graças que insistentemente

vos pedimos (pedir a graça).
Ó meu bom Jesus, perdoai-nos,

livrai-nos do fogo do inferno,

levai as almas todas para o céu

e socorrei principalmente

as que mais precisarem.
Nossa Senhora do Rosário de Fátima,

rogai por nós.

## Títulos
| NACIONAIS       | NACIONAIS                       | NACIONAIS | NACIONAIS |
|                 | Competição                      | Títulos   | Temporadas |
| --------------- | ------------------------------- | --------- | --- |
|                 | Campeonato Brasileiro           | 1         | 1987 |
|                 | Copa do Brasil                  | 1         | 2008 |
|                 | Campeonato Brasileiro - Série B | 1         | 1990 |
| INTER-REGIONAIS |                                 |           | |
|                 | Competição                      | Títulos   | Temporadas |
|                 | Torneio Norte-Nordeste          | 1         | 1968 |
| REGIONAIS       |                                 |           | |
|                 | Competição                      | Títulos   | Temporadas |
|                 | Copa do Nordeste                | 3         | 1994, 2000 e 2014 |
| ESTADUAIS       |                                 |           | |
|                 | Competição                      | Títulos   | Temporadas |
|                 | Campeonato Pernambucano         | 45        | 1916, 1917, 1920, 1923, 1924, 1925, 1928, 1938, 1941, 1942, 1943, 1948, 1949, 1953, 1955, 1956, 1958, 1961, 1962, 1975, 1977, 1980, 1981, 1982, 1988, 1991, 1992, 1994, 1996, 1997, 1998,[carece de fontes?] 1999, 2000, 2003, 2006, 2007, 2008, 2009, 2010, 2014, 2017, 2019, 2023, 2024 e 2025 |
|                 | Copa Pernambuco                 | 3         | 1998, 2003 e 2007 |

|                                                                                            |  |  |
| Títulos do Campeonato Brasileiro e da Copa do Brasil as maiores glórias da equipe leonina. |  |  |

- Por não serem títulos oficiais, o Torneio Início mesmo tendo sido realizado pela Liga Pernambucana de Desportos Terrestres (LPDT), a precursora da FPF, as partidas não eram nos padrões oficiais de uma partida estabelecidas pela International Football Association Board (IFAB) no documento Laws of the Game (LOTG)[229] e os chamados "zonais", fases regionais e inter-regionais da Taça Brasil (Brasileirão), não foram listados.
- Por ser um grupo de uma competição, o Troféu Roberto Gomes Pedrosa (O Módulo Amarelo do Brasileirão de 1987), e não ser uma competição à parte, a taça não foi listada.
 Torneio com chancela da CBD/CBF.
 Campeão invicto.
 Supercampeão.

## Futebol

#### Participações
|  | Participações em 2025 |

| Competição         | Competição                   | Temporadas              | Melhor campanha             | Estreia | Última | P | R |
| Pernambuco         | Campeonato Pernambucano      | 106                     | Campeão (45 vezes)          | 1916    | 2025   |   | – |
|                    | Copa do Nordeste             | 18                      | Campeão (1994, 2000 e 2014) | 1994    | 2025   |   |   |
| Brasil             | Campeonato Brasileiro        | 43                      | Campeão (1987)              | 1959    | 2025   |   | 6 |
| Brasil             | Série B                      | 13                      | Campeão (1990)              | 1984    | 2024   | 7 | – |
| Brasil             | Copa do Brasil               | 31                      | Campeão (2008)              | 1989    | 2025   |   |   |
|                    | Copa Libertadores da América | 2                       | Oitavas de final (2009)     | 1988    | 2009   |   |   |
| Copa Sul-Americana | 5                            | Quartas de final (2017) | 2013                        | 2017    |        |   |   |

#### Campanhas
| Sport Club do Recife            | Sport Club do Recife  | Sport Club do Recife        | Sport Club do Recife        | Sport Club do Recife |
| Torneio                         | Campeão               | Vice-campeão                | Terceiro                    | Quarto               |
| ------------------------------- | --------------------- | --------------------------- | --------------------------- | -------------------- |
| Campeonato Brasileiro           | 1 (1987)              | 0 (não possui)              | 0 (não possui)              | 1 (1962)             |
| Copa do Brasil                  | 1 (2008)              | 1 (1989)                    | 1 (2003)                    | 1 (1992)             |
| Copa dos Campeões               | 0 (não possui)        | 1 (2000)                    | 0 (não possui)              | 0 (não possui)       |
| Torneio dos Campeões da CBD     | 0 (não possui)        | 0 (não possui)              | 1 (1969)                    | 0 (não possui)       |
| Campeonato Brasileiro - Série B | 1 (1990)              | 2 (2006 e 2019)             | 3 (2003, 2013 e 2024)       | 1 (2011)             |
| Torneio Norte-Nordeste          | 1 (1968)              | 1 (1970)                    | 0 (não possui)              | 0 (não possui)       |
| Copa do Nordeste                | 3 (1994, 2000 e 2014) | 4 (2001, 2017, 2022 e 2023) | 2 (1997 e 1999)             | 2 (2015 e 2016)      |
| Campeonato Pernambucano         | 45 vezes              | 24 vezes                    | 26 vezes                    | 5 vezes              |
| Copa Pernambuco                 | 3 (1998, 2003 e 2007) | 2 (2000 e 2005)             | 4 (1999, 2009, 2011 e 2012) | ??                   |

### Maiores artilheiros

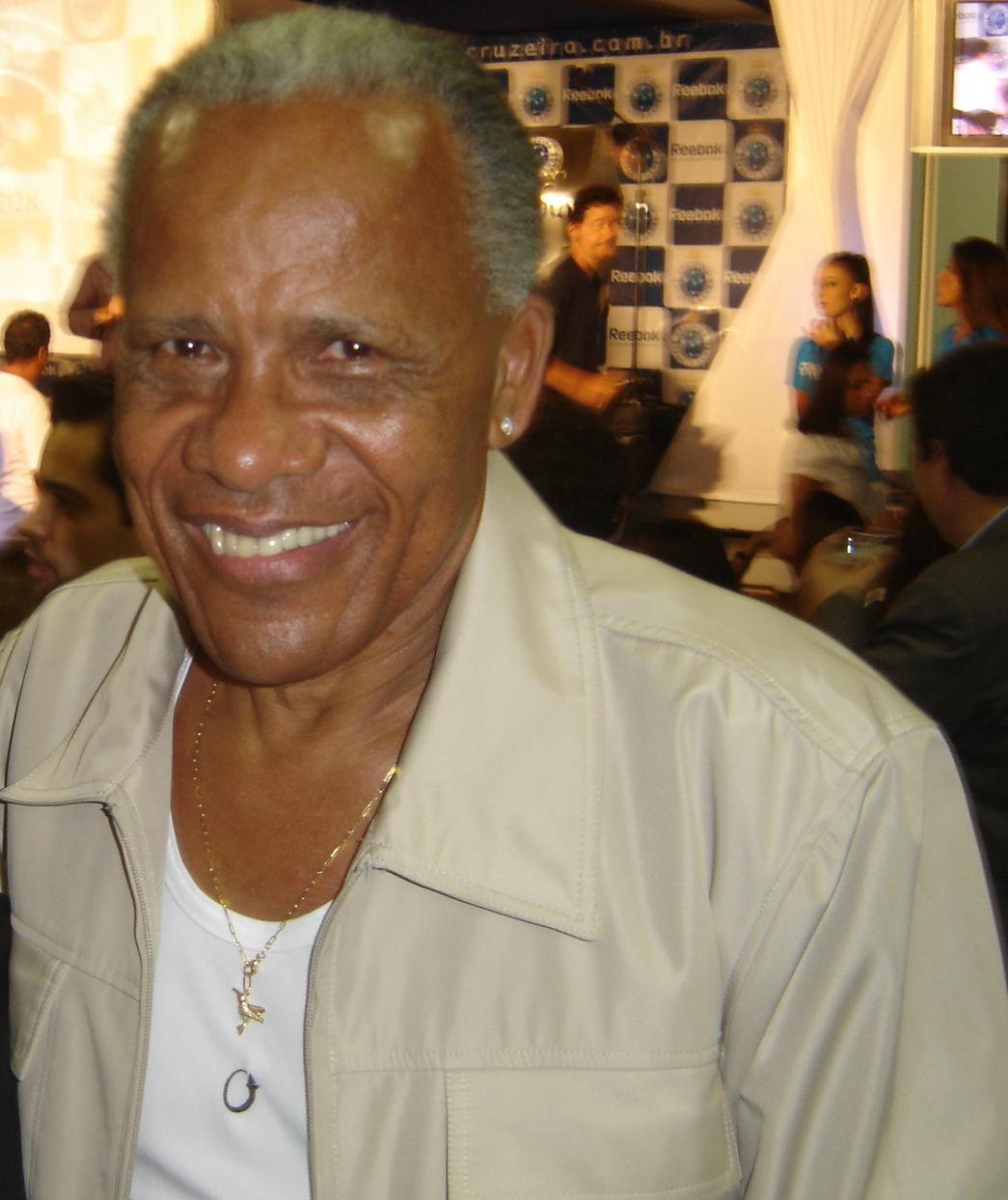
Dadá Maravilha é o sexto maior artilheiro da história leonina.

A listagem, abaixo, apresenta os dez maiores artilheiros do Sport Club do Recife:

### Recordistas de partidas

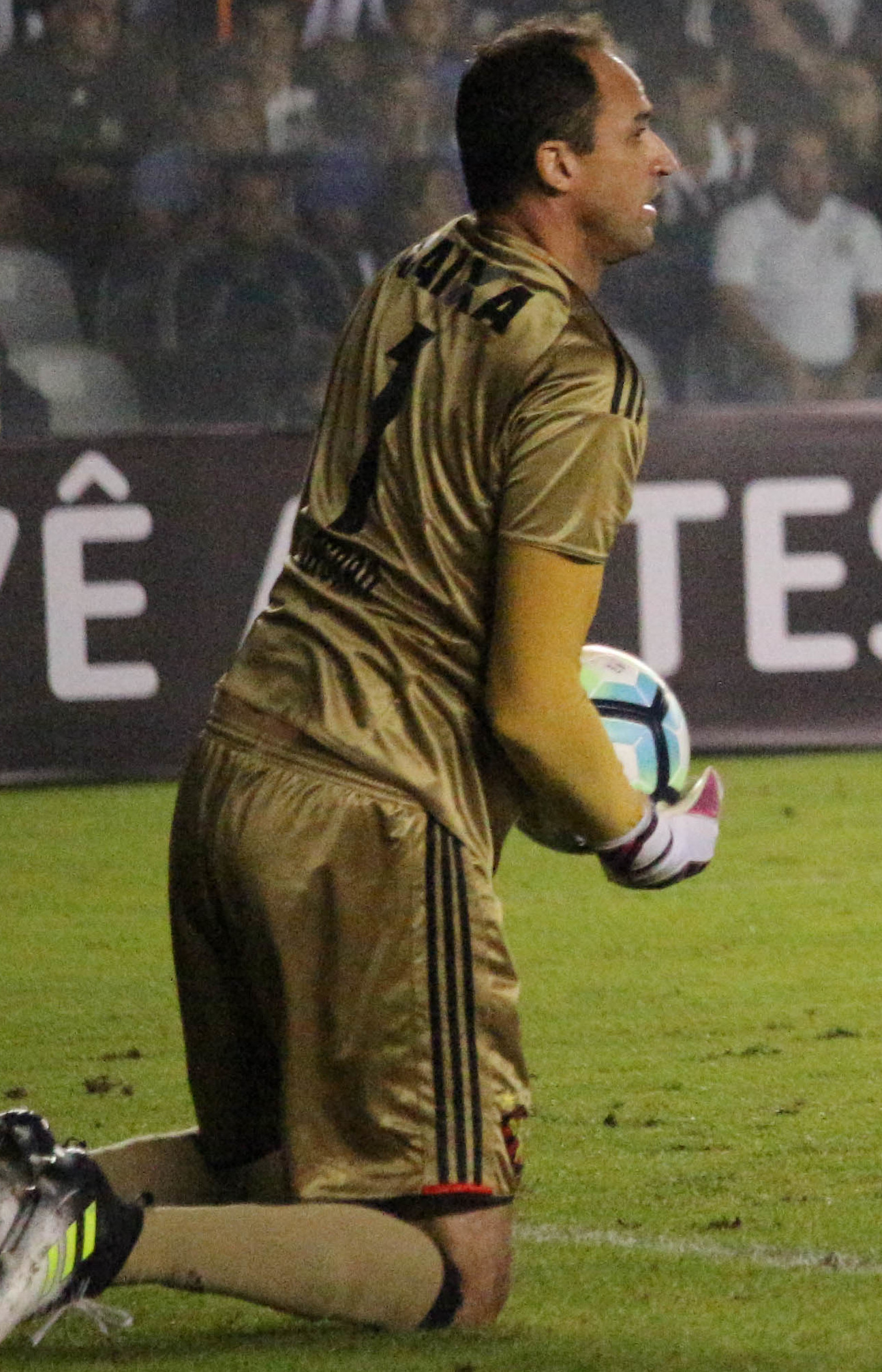
Magrão é o jogador que mais vezes vestiu a camisa do Sport Recife.

Essa é uma relação dos jogadores do Sport com mais de 300 jogos:

### Elenco atual
Última atualização: 28 de fevereiro de 2025. (Inclui jogadores relacionados para os jogos, não necessariamente presentes na página do elenco no site do clube).
Legenda
- : Capitão.
- : Jogador lesionado.
- : Jogador emprestado.
- : Jogador suspenso.
- : Prata da casa (Jogador formado na base).

| Entradas          |      |                      |         |  |
| Jogador           | Pos. | Clube anterior       | Ref.    |  |
| Gustavo Maia      | A    | Náutico              | [ 97 ]  |  |
| Gonçalo Paciência | A    | Sanfrecce Hiroshima  | [ 98 ]  |  |
| Matheus Alexandre | LD   | Cuiabá               | [ 99 ]  |  |
| Hereda            | LD   | CRB                  | [ 100 ] |  |
| Antônio Carlos    | Z    | Fluminense           | [ 101 ] |  |
| Hyoran            | M    | Internacional        | [ 102 ] |  |
| Carlos Alberto    | A    | Botafogo             | [ 103 ] |  |
| Atencio           | A    | Independiente        | [ 104 ] |  |
| Pablo             | A    | Athletico Paranaense | [ 105 ] |  |
| João Silva        | Z    | KV Kortrijk          | [ 106 ] |  |
| Lucas Cunha       | Z    | Red Bull Bragantino  | [ 107 ] |  |
| Sérgio Oliveira   | V    | Olympiacos           | [ 108 ] |  |
| Christian Rivera  | V    | Tijuana              | [ 109 ] |  |
| Du Queiroz        | V    | Zenit                | [ 110 ] |  |
| Kevyson           | LE   | Santos               | [ 111 ] |  |
| Ramon             | Z    | Ceará                | [ 112 ] |  |

| Saídas           |      |                     |         |
| Jogador          | Pos. | Clube de destino    | Ref.    |
| Fábio Mateus     | Z    | Novorizontino       | [ 113 ] |
| Luciano Castán   | Z    | Criciúma            | [ 114 ] |
| Alysson          | Z    | Botafogo-SP         | [ 115 ] |
| Pedro Martins    | V    | Chapecoense         | [ 116 ] |
| Adriano          | G    | Betim               | [ 117 ] |
| Juan Xavier      | V    | ASA                 | [ 117 ] |
| Nassom           | Z    | Linense             | [ 118 ] |
| Felipinho        | LE   | Juventude           | [ 119 ] |
| Ewerthon         | LD   | Juventude           | [ 120 ] |
| Lucas André      | V    | Barra-SC            | [ 121 ] |
| Matheus Baraka   | Z    | Águia de Marabá     | [ 121 ] |
| Paulinho         | A    | Oeste               | [ 121 ] |
| Luciano          | V    | Ypiranga de Erechim | [ 122 ] |
| Jordan           | G    | Brusque             | [ 123 ] |
| Gustavo Coutinho | A    | Coritiba            | [ 124 ] |
| Gustavo Maia     | M    | Criciúma            | [ 125 ] |
| Christian Ortiz  | M    | América Mineiro     | [ 126 ] |
| Chico            | Z    | Hapoel Tel Aviv     | [ 127 ] |

### Ídolos
| |  |  |
| Ademir de Menezes (esquerda) e Vavá (direita), atacantes revelados pelo Sport Club do Recife, estão em terceiro lugar entre os maiores artilheiros da história da Seleção Brasileira em Copas do Mundo com nove gols cada, ao lado de Jairzinho e atrás apenas de Ronaldo e Pelé. |  |  |

|                                                                                  |  | |
| Almir Pernambuquinho, revelação, ídolo sportista e campeão pernambucano de 1956. |  | O ex-goleiro Paulo Vitor tornou-se ídolo do Sport Recife após título e volta à elite nacional, em 1990. |

| - Ademir de Menezes - Adriano - Aílton - Alemão - Almir Pernambuquinho - Amorim - André - Assis Paraíba - Baixa - Bé - Betão - Bosco - Bria - Carlinhos Bala - Cely - Chiquinho - Ciro - Cláudio Mineiro - Cléber Santana - Daniel Paulista - Dadá Maravilha - Dedé - Denô - Diego Souza - Dinho - Djalma Bezerra - Djalma Freitas - Duda - Durval - Dutra - Édson Ratinho - Ely do Amparo - Emerson Leão - Estevam Soares - Fábio - Flávio - Fumagalli - Gaúcho |  | - Genival - Geo - Gilberto - Givanildo Oliveira - Gringo - Guilherme - Gustavo Ramon - Hélio - Hernane Brocador - Igor - Jackson - Jacques - Jéfferson - Julinho Soares - Juninho Pernambucano - Juninho Petrolina - Leomar - Leonardo - Luciano Henrique - Luís Carlos - Luís Müller - Magrão - Magri - Maizena - Manga - Manoelzinho - Marcelinho Paraíba - Marcílio de Aguiar - Marco Antônio - Marcos Aurélio - Marião - Merica - Mirandinha - Mirim - Moura - Nando - Naninho - Navamuel |  |  |  |  |  |  |  | - Neco - Nelsinho Baptista - Neto Baiano - Nildo - Osvaldo Baliza - Oswaldo - Pacoti - País - Palmeira - Paulo Vítor - Pinheirense - Raúl Bentancor - Rithely - Ribamar - Robertinho - Roberto Coração de Leão - Rodrigo Gral - Rogério - Romerito - Russo - Sandro Goiano - Sangaletti - Soca - Taborda - Tovar - Traçaia - Vagner Basílio - Vavá - Walter Morel - Wilson Carrasco - Zago - Zé Carlos Macaé - Zé Maria - Zé Tasso - Zezinho - Zico - Zingone - Zinho |  |  |

### Treinadores

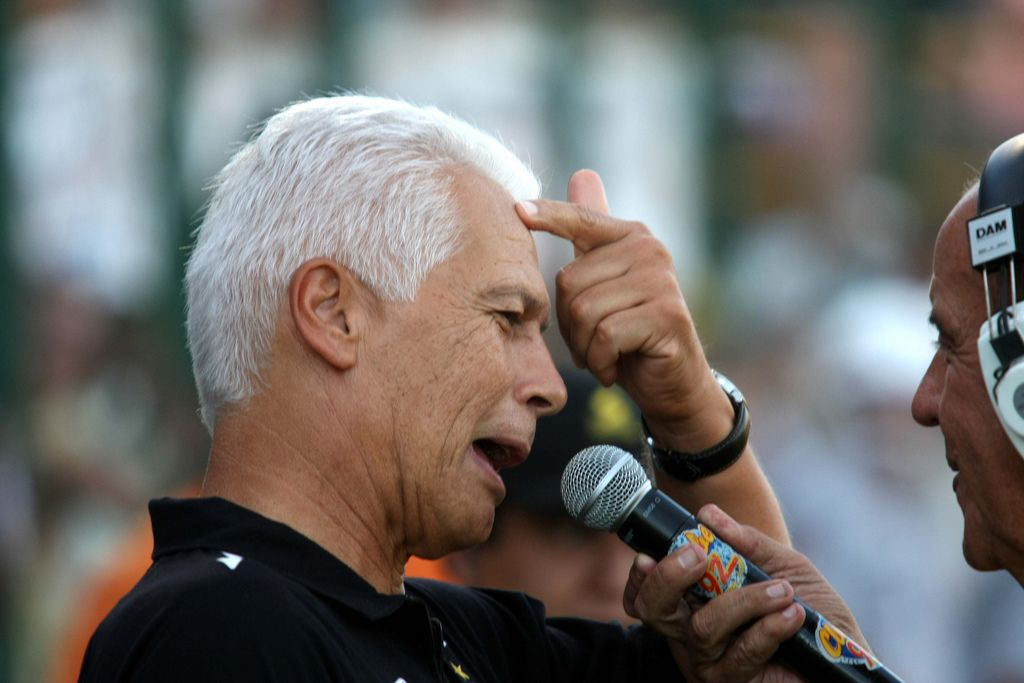
Emerson Leão dirigiu o Sport na vitoriosa campanha de 1987.

Durante a história rubro-negra, vários profissionais ocupam a lista de treinadores que tiveram sucesso no Leão da Ilha: Emerson Leão, Nelsinho Baptista, Givanildo Oliveira, Roberto Brida, Hélio dos Anjos, Gentil Cardoso, Antônio Lopes, entre outros.
Dentre os principais, destacam-se: Emerson Leão e Nelsinho Baptista.
O primeiro, que também jogou pelo Rubro-negro Pernambucano, participou como técnico no inédito título de campeão brasileiro do Sport, no ano de 1987.
Entretanto, Leão saiu do clube antes do quadrangular decisivo que, realizado entre janeiro e fevereiro de 1988, teve Jair Picerni como treinador.
Leão, também passou pelo Sport em outras duas oportunidades: nos anos de 2000, onde, logo depois, foi chamado para dirigir a Seleção Brasileira e em 2009.
Nelsinho teve duas passagem pelo Sport, durante os anos de 2008 e 2009 e em 2018, tornando-se o sétimo treinador que mais esteve à frente do Leão na história.
Na primeira passagem, conduziu o Rubro-negro Pernambucano para o seu segundo título nacional de elite: a Copa do Brasil de 2008.

### Categorias de base
Em paralelo ao futebol profissional, o Leão também se faz presente no futebol de categorias de base, onde é considerado Clube Centenário Referência na Formação de Atletas.
O Torneio de Chênois de 1999 e o Torneio de Plattenhardt de 2011, foram vencidos pela equipe de juniores, na Suíça e Alemanha, respectivamente.
Na revelação de atletas, o Sport Recife revelou atletas dos mais variados esportes, que chegariam ao reconhecimento nacional e internacional. São alguns desses exemplos: Vavá, Ademir de Menezes, Manga, Almir Pernambuquinho, Roberto Coração de Leão, Neco, Mirandinha, Gilberto, Chiquinho, Juninho Pernambucano, Russo, Cléber Santana, Ciro, Joelinton e Everton Felipe.
| |  | |
| Em 2003, o prata da casa Cléber Santana foi Campeão Pernambucano e semifinalista da Copa do Brasil pelo Leão da Ilha. |  | Em 2008, a goleira Bárbara, revelada pelo Sport Club do Recife, foi Campeã Pernambucana e finalista da Copa do Brasil pelo Rubro-negro Pernambucano. |

Principais Títulos
- Torneio de Chênois: 1999
- Torneio de Plattenhardt: 2011
- Taça Capital da Solidariedade: 2008
- 1 Copa Nordeste de Juniores: 2003
- 8 Campeonatos Pernambucanos de Aspirantes: 1924, 1941, 1947, 1953, 1955, 1956, 1994 e 1996
- 36 Campeonatos Pernambucanos de Juniores: 1924, 1925, 1936, 1938, 1939, 1940, 1941, 1942, 1943, 1949, 1950, 1951, 1953, 1954, 1955, 1957, 1968, 1972, 1973, 1974, 1976, 1977, 1982, 1988, 1992, 1997, 1998, 1999, 2001, 2006, 2010, 2011, 2015, 2016, 2017 e 2019
- 14 Campeonatos Pernambucanos de Juvenis: 1981, 1985, 1986, 1998, 1999, 2003, 2004, 2007, 2009, 2013, 2014, 2016, 2017 e 2019
- 12 Campeonatos Pernambucanos de Infantis: 1998, 2003, 2004, 2007, 2009, 2011, 2014, 2015, 2016, 2017, 2018 e 2019

### Futebol feminino
No futebol feminino, a goleira Bárbara é a maior revelação do Sport Club do Recife.
Principais Títulos
- 1 Copas do Nordeste 2018
- 7 Campeonatos Pernambucanos Femininos: 1999, 2000, 2007, 2008, 2009, 2017 e 2018

## Material esportivo
| Período   | Fornecedor            |
| --------- | --------------------- |
| 1905      | ? [carece de fontes?] |
| 1906-1973 | ? [carece de fontes?] |
| 1973-1974 | Penalty               |
| 1977-1980 | Malharia Terres       |
| 1980      | FAIXA                 |
| 1981-1982 | Adidas                |
| 1983-1987 | Le Coq Sportif        |
| 1988      | Everest               |
| 1988      | MR Artigos Esportivos |
| 1988-1990 | Topper                |
| 1991-1994 | Finta                 |
| 1995-1997 | Rhumell               |
| 1998-2007 | Topper                |
| 2008-2013 | Lotto                 |
| 2014      | Braziline             |
| 2014-2018 | Adidas                |
| 2018-2019 | Under Armour          |
| 2019-     | Umbro                 |

## Torcida

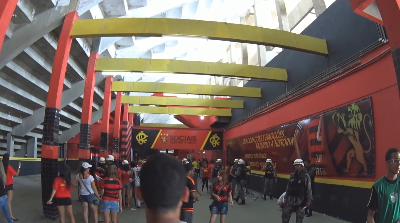
Torcedores rubro-negros no setor de sociais da Ilha em dia de jogo.

Em 2010, uma pesquisa do Lance!/IBOPE, qualificou o Leão da Ilha como detentor da maior torcida do Norte-Nordeste e dono de uma das principais do Brasil, com 3,3 milhões de torcedores, sendo a 11ª em números nacionais. Em 2013, após estudo realizado pela Pluri Consultoria, o Leão manteve-se como líder na região, com 1,4% da preferência nacional. Em pesquisa realizada em 2014, pelo Lance!/Ibope, o Sport classificou-se na 15ª posição no ranking nacional, com 2,4 milhões de torcedores.
Em relação ao número de sócio-torcedores, o clube conta com mais de 41 mil associados, figurando na 1ª posição na região nordeste e na 9ª posição no Brasil.
No ano de 2017, a torcida do Sport Club do Recife foi homenageada pela Confederação Brasileira de Futebol com o prêmio "Não é só futebol", após as espontâneas homenagens, na Ilha do Retiro, ao treinador Abel Braga que, dias antes do jogo entre Sport e Fluminense, perdera seu filho em acidente.
A CBF, sobre o prêmio, disse que "Os fatos provam e comprovam: o futebol é capaz de mudar inúmeras vidas. É o esporte mais popular do país e segue escrevendo histórias. Não é à toa que Brasil afora, torcedores, atletas e dirigentes entoam aos quatro cantos a famosa frase "Não é só futebol". Pois não é. Nunca foi. E nunca será. Obrigado pela lição, Leões da Ilha!"
O Sport Club do Recife é apoiado nos jogos pelas seguintes torcidas organizadas e outros movimentos:
| - Brava Ilha - Comando Rasta - Gang da Ilha |  | - Leões Beer - Sport Chopp - Treme-Terra |  | - Tropa de Elite - entre outras. |

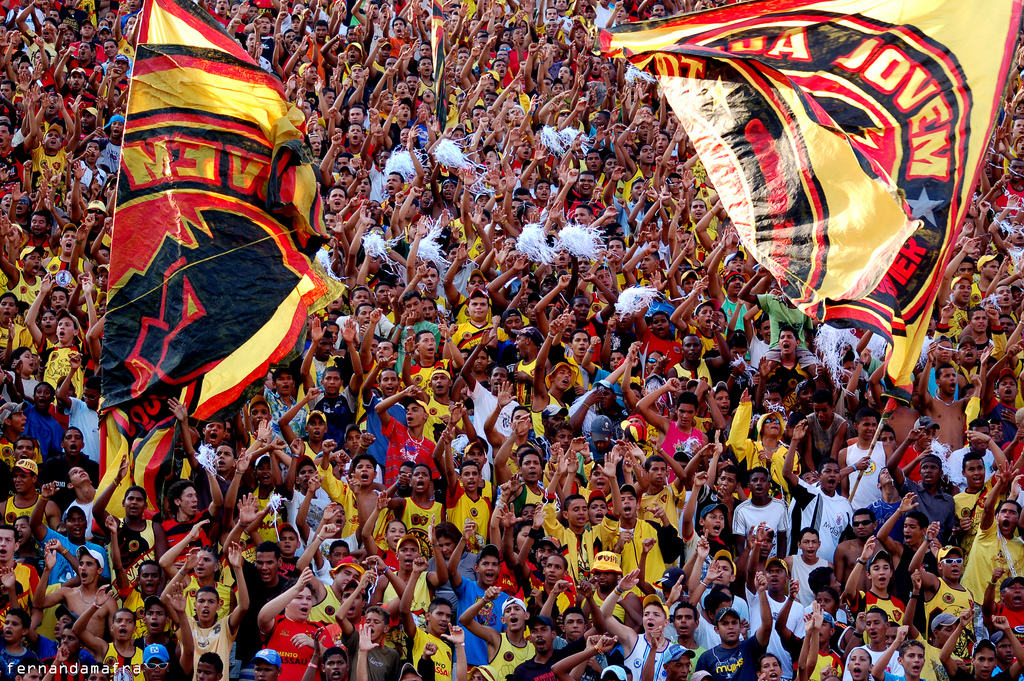
Torcida Jovem do Sport, com bandeiras, nas arquibancadas da Ilha do Retiro.

Há, ainda, torcidas que encontram-se inativas:
| - Bafo do Leão - Falcões da Ilha - Leões da Ilha |  | - Máfia Rubro-negra - Nação Rubro-negra - SporTesão |  | - SportMania - Torcida Jovem - entre outras. |

### A Torcida doLeão da Ilhano Brasil
| Estado              | Porcentagem |
| Pernambuco          | 32%         |
| Alagoas             | 3%          |
| Paraíba             | 3%          |
| Rio Grande do Norte | 2%          |
| Sergipe             | 2%          |

- Total: 1,7% ou 3.626.100 Torcedores. População do Brasil (2021): 213.300.000 hab.[192]

### Consulados
Última atualização: 11 de dezembro de 2021
O Sport possui, dentro e fora de Pernambuco, os chamados Consulados, espaços em que torcedores se encontram, para confraternizações, geralmente, em dias de jogos:
| Estado                    | Nome do Consulado            | Cidade                 |
| Alagoas                   | Leões de Alagoas             | Maceió                 |
| Amazonas                  | Leões do Amazonas            | Manaus                 |
| Ceará                     | Leões do Ceará               | Fortaleza              |
| Distrito Federal (Brasil) | Leões do Cerrado             | Brasília               |
| Maranhão                  | Leões do Maranhão            | São Luís               |
| Paraíba                   | Leões da Paraíba             | João Pessoa            |
| Pernambuco                | Leões de Arcoverde           | Arcoverde              |
| Pernambuco                | Leões de Bezerros            | Bezerros               |
| Pernambuco                | Leões de Caruaru             | Caruaru                |
| Pernambuco                | Leões de Nazaré              | Nazaré da Mata         |
| Pernambuco                | Leões de Palmares            | Palmares               |
| Pernambuco                | Leões do Sertão              | Petrolina              |
| Pernambuco                | Leões de Ribeirão            | Ribeirão               |
| Pernambuco                | Leões de Vitória             | Vitória de Santo Antão |
| Piauí                     | Leões do Piauí               | Teresina               |
| Rio Grande do Norte       | Leões do Rio Grande do Norte | Natal                  |
| Santa Catarina            | Leões de Santa Catarina      | Florianópolis          |
| Santa Catarina            | Leões de Blumenau            | Blumenau               |
| São Paulo                 | Leões de Campinas            | Campinas               |
| São Paulo                 | Leões de Sampa               | São Paulo              |
| Sergipe                   | Leões de Sergipe             | São Cristóvão          |

| País                 | Nome do Consulado | Cidade   |
| Canadá               | Leões de Montreal | Montreal |
| Canadá               | Leões de Toronto  | Toronto  |
| Estados Unidos       | Leões de Atlanta  | Atlanta  |
| República da Irlanda | Leões de Dublin   | Dublin   |
| Portugal             | Leões de Lisboa   | Lisboa   |
| Portugal             | Leões do Porto    | Porto    |

### Nas redes sociais
Última atualização: 23 de fevereiro de 2022

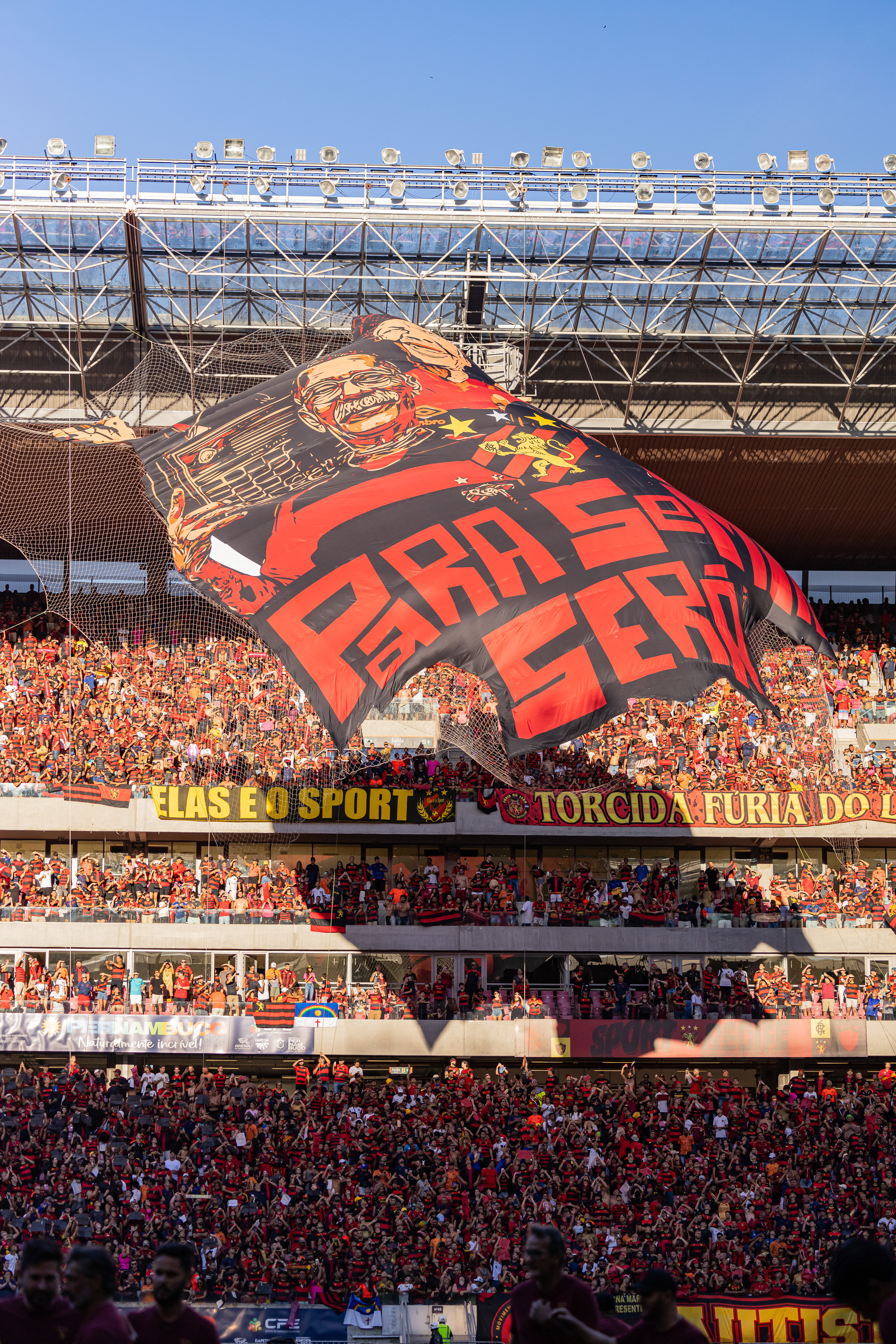
Mosaico feito pela torcida do Sport na Arena de Pernambuco

O Sport é o 13º colocado entre os clubes brasileiros com mais seguidores nas redes sociais:
| Rede social | Seguidores |
| Facebook    | 1.058.359  |
| Twitter     | 1.628.762  |
| Instagram   | 859.263    |
| YouTube     | 143.000    |
| TikTok      | 548.000    |
| Combinado   | 4.237.384  |

### Sócios torcedores
Última atualização: 23 de fevereiro de 2022
O Sport é o 16º colocado entre os clubes brasileiros com mais sócios torcedores:
| Posição | Sócios torcedores |
| 16º     | 22.880            |

## Rivalidades
- Sport vs América

Clássico dos Campeões
O Clássico dos Campeões é um dos mais antigos clássicos de Pernambuco, e tem esse nome porque, até a década de 1930, o Sport e seu arquirrival América eram juntos as duas equipes com maior número de títulos, como também eram os dois principais clubes do Recife.
- Sport vs Náutico

O Clássico dos Clássicos, além de reunir os dois clubes mais antigos de Pernambuco, é o terceiro clássico mais antigo do país, ficando atrás apenas do Clássico Vovô e do Grenal.
- Sport vs Santa Cruz

O Clássico das Multidões é o duelo que costuma levar mais pessoas aos estádios em Pernambuco. É o segundo clássico com maior diferença de triunfos do futebol brasileiro, em favor do Sport.
- Sport vs Bahia

Regionalmente, o Sport trava um duelo contra o Bahia pela supremacia futebolística da Região Nordeste.

## Valor de mercado
De acordo com a empresa BDO RCS Auditores Independentes, no ano de 2013, a marca do clube foi a 19ª em valor no Brasil, alcançando os R$ 41,5 milhões. Em 2014, através de pesquisa da Pluri Consultoria, o Rubro-negro Pernambucano foi considerado o 14º clube mais valioso do futebol brasileiro alcançando os R$ 84,1 milhões em valor de mercado. No ano de 2016, o Leão qualificou-se como o 15º clube mais valioso do futebol nacional e o 1º do Norte-Nordeste com valor de R$ 117 milhões. No mesmo ano, a revista norte-americana Forbes, apontou o Sport Club do Recife como o 50º clube mais valioso da América, com valor de R$ 164,4 milhões. Em 2017, o Leão da Ilha foi considerado o clube mais valioso do Nordeste com valor de mercado de R$ 118,9 milhões. Em 2018, seu valor de mercado caiu em grande quantidade, passando ao valor de R$ 84,3 milhões.

## Esportes olímpicos e amadores
O Sport Club do Recife, atualmente, participa de diversas modalidades, além de ser filiado a duas entidades olímpicas no Brasil: a Confederação Brasileira de Clubes (CBC) e ao Conselho Nacional de Clubes Formadores de Atletas Olímpicos (Confao).
Nos esportes olímpicos (em modalidades como remo, natação, hóquei, basquete, futsal, vôlei, tênis de mesa, taekwondo, judô, atletismo, etc.), acumula conquistas regionais, nacionais e internacionais. São exemplos desses triunfos os seguintes títulos: o Campeonato Mundial de Clubes de Futebol 7 de 2017 conquistado no Uruguai, os Campeonatos Brasileiros de Handebol Masculino de 2016 e 2017, a Copa do Brasil de Handebol Masculino de 2016, o Campeonato Sul-Americano de Clubes de Basquete Feminino de 2014 triunfado no Equador, a Liga de Basquete Feminino de 2013, o Campeonato Sul-Americano de Clubes de Hóquei em Patins de 2012 vencido na Argentina, o Pentacampeonato Brasileiro de Hóquei em Patins, e o Torneio Internacional de Clubes de Futsal de 2001 conquistado na Bélgica.
| |  |  |
| À esquerda, a armadora Adrianinha que fez parte do elenco campeão sul-americano. À direita, a pivô Érika, que, junto da primeira, foi campeã invicta da LBF 2013 pelo Sport Club do Recife. |  |  |

### Basquete
O basquete do Sport, praticado no Ginásio Jorge Maia (com capacidade para abrigar 800 pessoas), foi se desenvolvendo, revelando atletas e conquistando diversos títulos. As mais importantes conquistas do Leão no esporte são o Campeonato Sul-Americano de Clubes de Basquete Feminino de 2014 e a Liga de Basquete Feminino de 2013. Na LBF, o Sport reforçou o time com importantes aletas como a armadora Adrianinha e as pivôs Érika e Alessandra. No jogo final, o Rubro-negro Pernambucano bateu o Americana, sagrando-se campeão brasileiro invicto.
Principais títulos
- 1 Campeonato Sul-Americano de Clubes de Basquetebol Feminino: 2014
- 1 Liga de Basquete Feminino: 2013

### Futebol 7
O futebol 7 do Sport detém conquistas estaduais, regionais, nacionais e sua maior glória: o Campeonato Mundial de Clubes de Futebol 7, conquistado em 2017.
Principais títulos
- 1 Campeonato Mundial de Clubes de Futebol 7: 2017
- 1 Super League: 2017
- 1 Copa do Nordeste: 2012

### Futebol de mesa
O futebol de mesa é praticado na Sala Otávio Coutinho por atletas denominados botonistas.
No Sport Club do Recife, há a prática das quatro regras oficiais, praticadas no Brasil e no mundo. São elas: Modalidade Bola 12 Toques, Modalidade Bola 3 Toques, Modalidade Dadinho e Modalidade Disco 1 Toque.
Principais títulos
- 1 Campeonato Brasileiro: 2017
- 1 Copa do Brasil: 2017
- 1 Taça Rio: 2015

### Futsal
O Sport é referência no futsal nacional, devido às grandes conquistas, trabalho de base e estrutura. O Leão da Ilha, que disputa suas partidas no Ginásio Marcelino Lopes (com capacidade para abrigar 800 pessoas), detém títulos pernambucanos, brasileiros e sua maior vitória no esporte: o título de campeão internacional de clubes, conquistado na Bélgica em 2001, consolidando-o ainda mais nesta modalidade esportiva.
Principais títulos
- 1 Torneio Internacional de Clubes de Futsal: 2001
- 1 Copa do Nordeste de Futsal: 2000
- 4 Campeonatos Pernambucanos: 1981, 1999, 2000 e 2001

### Handebol
O handebol do Leão possui títulos importantes no cenário nacional, a exemplo de dois Campeonatos Brasileiros, conquistados em 2016 e 2017, e da Copa do Brasil, conquistada em 2016.
Principais títulos
- 2 Campeonatos Brasileiros: 2016 e 2017
- 1 Copa do Brasil: 2016
- 1 Campeonato Pernambucano: 2016

### Hóquei sobre patins
O hóquei é praticado no Ginásio Carlos Gomes (com capacidade para abrigar 400 pessoas). O clube detém diversos títulos pernambucanos, 1 Copa do Nordeste de Hóquei em 2014, 20 títulos Brasileiros, 1 título internacional dos praticantes de Hóquei da língua portuguesa e sua maior glória na modalidade: o Campeonato Sul-Americano de Clubes de 2012.
Principais títulos
- 1 Campeonato Sul-Americano de Clubes: 2012
- 6 Campeonatos Brasileiros de Hóquei: 1993, 1997, 2010, 2013, 2014 e 2018
- 1 Campeonato Brasileiro de Hóquei Feminino: 2004
- 1 Copa do Nordeste de Hóquei: 2014
- 24 Campeonatos Pernambucanos de Hóquei: 1964, 1969, 1970, 1971, 1974, 1975, 1976, 1986, 1988, 1989, 1993, 1994, 1996, 2001, 2005, 2007, 2008, 2010, 2011, 2012, 2013, 2014, 2015 e 2017.

### Judô
O judô no Sport promove a revelação de novos lutadores, além de desenvolver ainda mais esta arte-marcial em Pernambuco. O Leão acumula 2 títulos brasileiros neste esporte.
Principais títulos
- 2 Campeonatos Brasileiros de Judô

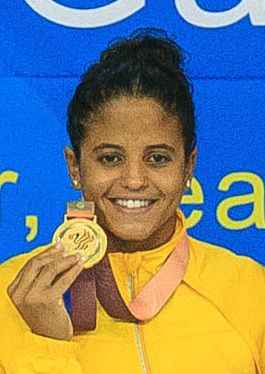
A pernambucana Etiene Medeiros iniciou sua trajetória, aos oito anos, no Sport Club do Recife.

### Natação
Na natação o Sport detém 10 títulos brasileiros, 1 sul-americano e 2 Multinations (que equivale ao mundial da categoria juvenil). O Leão possui o Parque Aquático Adolfo Teixeira (com capacidade para abrigar 4.000 pessoas), que por sua diversidade estrutural, promove condições de preparo e execução das atividades pelos atletas, além de ser referência no esporte e local de realização de competições em nível estadual, regional e nacional.
Principais títulos
- 2 Campeonatos Mundiais Juvenis (Multinations Youth Swimming Meet): 2013

### Remo
O remo foi um dos primeiros esportes praticados no Rubro-negro Pernambucano. Ao longo dos anos, o Sport tornou-se cada vez mais tradicional na modalidade, possuindo muitas conquistas, como 55 títulos pernambucanos, além de regionais, e 12 Campeonatos Brasileiros. Na garagem de remo, os praticantes possuem estrutura necessária para trabalho, onde desenvolvem materiais e treinam para competições.
Principais títulos
- 3 Campeonatos Sul-Americanos Master: 2017
- 1 Campeonato Brasileiro Remo Sênior: 1996
- 1 Campeonato Brasileiro Remo Júnior: 1996
- 2 Campeonatos Brasileiros Peso Leve
- 1 Campeonato Brasileiro 8+: 2015
- 3 Copas do Norte–Nordeste: 1996, 1997 e 1999
- 54 Campeonatos Pernambucanos: 1921, 1922, 1923, 1924, 1928, 1935, 1940, 1948, 1952, 1956, 1958, 1963, 1964, 1968, 1973, 1974, 1975, 1976, 1977, 1978, 1979, 1980, 1981, 1982, 1983, 1985, 1986, 1987, 1988, 1989, 1990, 1991, 1992, 1993, 1994, 1995, 1996, 1997, 1998, 1999, 2000, 2001, 2002, 2003, 2004, 2005, 2006, 2007, 2008, 2009, 2012, 2014, 2015 e 2016

### Taekwondo
O taekwondo no Sport, ao longo dos anos, tem revelado vários talentos e trazido títulos para o clube. Na galeria de troféus há 4 Ligas do Nordeste e 2 títulos brasileiros.
Principais títulos
- 3 Campeonatos Brasileiros: 1982, 1983 e 2010
- 1 Copa do Brasil: 2010
- 4 Ligas do Nordeste

| |  |  |
| À esquerda, Jaqueline Carvalho, que iniciou sua carreira no Leão aos 13 anos. À direita, Dani Lins, revelação do clube rubro-negro no vôlei. |  |  |

### Tênis de mesa
O Departamento de tênis de mesa foi fundado em 2008 no Sport. O Leão da Ilha também é um dos fundadores da Federação Pernambucana desta modalidade, no qual já é campeão pernambucano em diversas categorias, além de competir e ter vencido torneios fora do estado de Pernambuco.
Principais títulos
- 1 Campeonato Brasileiro Veterano: 2014
- 1 Campeonato Brasileiro Master: 2011
- 1 Campeonato Brasileiro Master Feminino: 2011

### Vôlei
O vôlei, que é praticado no Ginásio Marcelino Lopes, tem capacidade para abrigar 800 pessoas. A equipe feminina do Sport tem um histórico de disputas na Superliga Feminina de Vôlei, a mais completa e valorizada competição da categoria no país. As maiores revelações do Leão, no voleibol, são as jogadoras Jaqueline Carvalho e Dani Lins.
Principais títulos
- 3 Copas do Norte–Nordeste

## Presidentes

Adelmar da Costa Carvalho, o segundo da esquerda para a direita, foi presidente nos biênios de 1955-1956 e 1957-1958 e dá nome à Ilha do Retiro

Durante sua história, o Sport teve muitos presidentes em seu comando. Podem-se destacar, sobretudo, todos os que foram campeões e que realizaram grandes obras nas dependências do clube.
Alguns, hoje em dia, são mais citados (em ordem cronológica): Adelmar da Costa Carvalho, Jarbas Guimarães, José Moura, José Antônio Alves de Melo, Homero Lacerda, Luciano Bivar, Wanderson Lacerda, Severino Otávio (Branquinho) e Milton Bivar.
Adelmar, que leva seu nome à Ilha do Retiro, foi presidente do Sport entre 1955 e 1958, onde nesse período reestruturou o clube e também foi campeão estadual.
Jarbas Guimarães conquistou o Campeonato Pernambucano de 1975, depois de 12 anos de jejum.
Homero Lacerda, presidente do Leão nos anos de 1987 e 1988, levou o Sport ao título do Campeonato Brasileiro de 1987.
Wanderson Lacerda e Luciano Bivar foram campeões pernambucanos durante diversos anos.
Milton Bivar foi o presidente campeão da Copa do Brasil de 2008 no biênio 2007–2008, promovendo, também, ações na modernização de diversos setores do clube.

## Homenagens

### Dia do torcedor do Sport

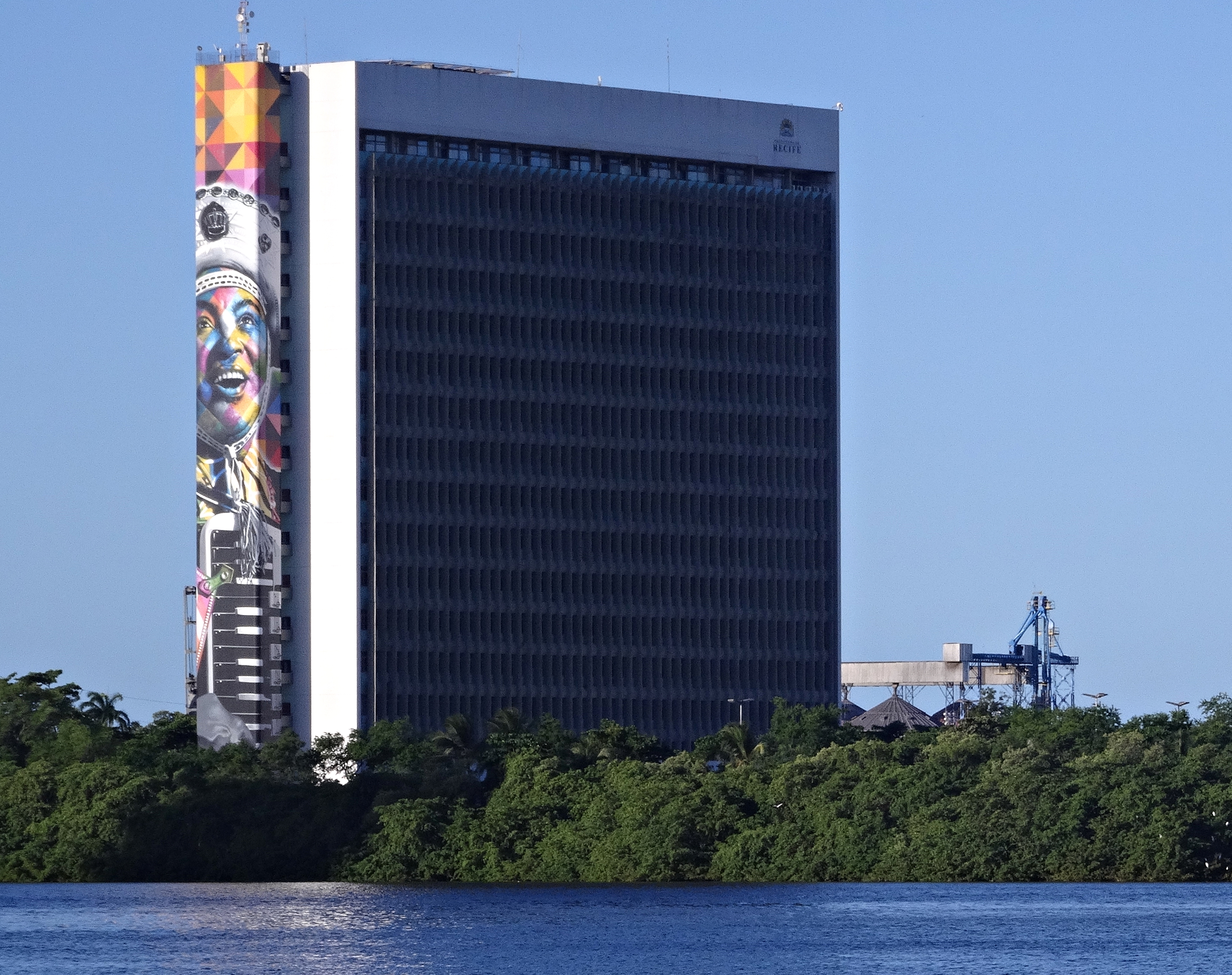
O dia dos torcedores sportistas foi instituído na Prefeitura Municipal do Recife e é comemorado no aniversário do clube.

No ano de 2008, foi instituído no Recife o dia do torcedor do Sport, através da Lei nº 17.415/2008, e Projeto de Lei nº 249/2005.
A data comemorativa coincide com a data de fundação do clube.
Abaixo, a Lei na íntegra:
Ementa: Institui, no âmbito do município, o dia 13 de Maio, como o Dia do Torcedor do Sport Club do Recife, o Dia do Rubro-negro, e dá outras providências.
O povo da cidade do Recife, por seus representantes, decretou, e eu, em seu nome, sanciono a seguinte lei:
Art. 1º - Fica instituído o dia 13 de maio, como o Dia do Torcedor do Sport Club do Recife, o Dia do Rubro-Negro.
Art. 2º - Esta lei entrará em vigor na data de sua publicação.
Recife, 14 de janeiro de 2008.

### Instituição pública e de interesse social
Em 17 de maio de 2017, através do Projeto de Lei nº 1.196, o Sport foi elevado a Instituição Pública e de Interesse Social, após promulgação da Assembleia Legislativa de Pernambuco em "reconhecimento pelos relevantes serviços sociais".

## Publicações sobre o Sport
Livros
- BIVAR, Fernando Caldas. Coração Rubro-negro: "A união faz o Leão". Independente, Recife, 2005.[243]
- CORDEIRO, Carlos Celso e; GUEDES, Luciano. Sport - Retrospecto - 1905 a 1959. Recife, 2005.[244]
- CORDEIRO, Carlos Celso e; GUEDES, Luciano. Sport - Retrospecto - 1960 a 1979. Recife, 2006.[245]
- CORDEIRO, Carlos Celso e; GUEDES, Luciano. Sport - Retrospecto - 1980 a 1999. Recife, 2007.[246]
- CORDEIRO, Carlos Celso; OLIVEIRA, Lucídio José de; VIEIRA, Roberto. Sport x Náutico - O Clássico dos Clássicos - 100 Anos de História. Recife, 2009.[247]
- CORDEIRO, Carlos Celso; MENESES, Carlos Henrique; VIEIRA, Roberto. Sport x Santa Cruz - O Clássico das Multidões - 100 Anos de História. Recife, 2016.
- CUNHA, Adilson Castello Branco da. O Conselho Deliberativo do Glorioso Sport Club do Recife. Independente, Recife, 2016.[248]
- CUNHA, Maurílio Albuquerque. A Saga da Primeira Estrela Dourada - A história do Brasileirão de 1987. Independente, Recife, 2017.[249]
- FERREIRA, Genival. Causos e coisas do Sport. Editora Raíz, Recife, 1995.[250]
- FILHO, Costa. Meu Coração de Leão - Memórias de um Paraibano Louco pelo Sport. Mídia Gráfica e Editora, João Pessoa, 2013.[251]
- FILHO, Costa. Sport x Grande imprensa: desde 1987. Mídia Gráfica e Editora, João Pessoa, 2018.[252]
- GALLINDO, André; ZIRPOLI, Cassio. 1987 - De fato, de direito e de cabeça. Onze Cultural e Zinnerama, Recife, 2017.[253]
- GUIMARÃES, Haroldo Praça. Gol de Haroldo: Crônicas de Haroldo Praça. Recife, 2001.[254]
- MACIEL, Marcelo Oliveira; AMORIM, Silvio Tavares de. Livro Ilustrado Oficial - 110 anos - Sport Club do Recife. ADF Editora, Recife, 2015.[255]
- MELO, Dulce. Clécio: o Halley. Editora Q gráfica, Maceió, 2008.[256]
- NUÑEZ, Emília. Pelo Sport, Tudo. Editora Tibi, São Paulo, 2020.[257]
- SANTOS, Manoel Heleno Rodrigues dos. Memória Rubro-negra (1905-1955). M. Inojosa Editora, Recife, 1985.[258]
- SANTOS, Manoel Heleno Rodrigues dos. Memória Rubro-negra II (1956-1988). Editora Universitária da UFPE, Recife, 1992.[259]
- SILVESTRE, Rafael. Copa do Brasil 2008 – Há cinco anos o Brasil era rubro-negro. BB Editora, São Paulo, 2013.[260]
- SOUZA, Carlos Enrique de. Histórias da Garra Rubro-negra. Editora Comunicarte, Recife, 1993.[261]

Vídeos
- Sport Club do Brasil - Uma Trajetória de Trabalho, Paixão e Fé (DVD): Produção de Chico Ribeiro (REC Produtores Associados); Direção de Alexandre Jordão; Texto de Júnior Viana e Edição de Mariana Valença, 2008.
- Sport, Campeão da Copa do Brasil 2008 - A Reconquista do Brasil (DVD): Editora Globo, 2008.[262]
- Um artilheiro no meu coração (Documentário); Direção de Diego Trajano, Lucas Fitipaldi, Mellyna Reis, 2008.[263]

Áudios
- 75 anos - Sport Club do Recife 1980 (LP): 1980.
- Sport - Campeão Brasileiro 87/Pernambucano 88 (LP): 1988.[264]